# Berilovac
Berilovac (cirill betűkkel Бериловац) egy falu Szerbiában, a Piroti körzetben, a Piroti községben.

## Népesség
- 1948-ban 622 lakosa volt.
- 1953-ban 608 lakosa volt.
- 1961-ben 563 lakosa volt.
- 1971-ben 687 lakosa volt.
- 1981-ben 1 051 lakosa volt.
- 1991-ben 1 632 lakosa volt
- 2002-ben 1 933 lakosa volt,[1] akik közül 1 833 szerb (94,3%), 46 cigány, 19 bolgár, 6 jugoszláv, 2 horvát, 1 muzulmán, 36 ismeretlen.[2]